# Jogos Pan-Africanos de 1978
Os Jogos Pan-africanos de 1978 foram realizados na cidade de Argel, na Argélia, entre 13 e 28 de julho. Esta edição contou com a participação de 45 nações, divididas entre os 108 eventos dos doze esportes disputados.
Os Jogos argelinos ficaram marcados pelo abandono da equipe egípcia, convocada por seu governo, devido a um desentendimento com a seleção libanesa: no futebol masculino, após a derrota para os egípcios, os libaneses os agrediram fisicamente.

## Quadro de medalhas
País sede destacado. 
| Ordem | País            | Medalha de ouro | Medalha de prata | Medalha de bronze | Total |
| ----- | --------------- | --------------- | ---------------- | ----------------- | ----- |
| 1     | Tunísia         | 29              | 14               | 20                | 63    |
| 2     | Nigéria         | 18              | 10               | 15                | 43    |
| 3     | Argélia         | 16              | 19               | 23                | 58    |
| 4     | Quénia          | 11              | 8                | 8                 | 27    |
| 5     | Marrocos        | 7               | 8                | 11                | 26    |
| 6     | Gana            | 4               | 4                | 7                 | 15    |
| 7     | Líbia           | 4               | 2                | 5                 | 12    |
| 8     | Senegal         | 4               | 2                | 4                 | 10    |
| 9     | Uganda          | 3               | 6                | 5                 | 14    |
| 10    | Costa do Marfim | 2               | 3                | 4                 | 9     |
| 11    | Zâmbia          | 2               |                  | 2                 | 4     |
| 12    | Sudão           | 2               |                  |                   | 2     |
| 13    | Mali            | 1               | 1                |                   | 2     |
| 14    | Chade           | 1               |                  |                   | 1     |
| 14    | Eswatini        | 1               |                  |                   | 1     |
| 16    | Camarões        |                 | 4                | 4                 | 8     |
| 17    | Togo            |                 | 1                | 4                 | 5     |
| 18    | Etiópia         |                 | 1                | 2                 | 3     |
| 19    | Burquina Fasso  |                 | 1                | 1                 | 2     |
| 19    | Tanzânia        |                 | 1                | 1                 | 2     |
| 21    | Gabão           |                 |                  | 1                 | 1     |
| TOTAL | TOTAL           | 105             | 85               | 117               | 307   |